# Nový Dvůr (Uhelná Příbram)
Nový Dvůr (německy Neudorf) je základní sídelní jednotka, součást obce Uhelná Příbram v okrese Havlíčkův Brod v kraji Vysočina. Nachází se v katastrálním území Pukšice, asi 9,5 km severozápadně od Chotěboře, 11 km jihovýchodně od Golčova Jeníkova a asi 25 km severovýchodně od centra Havlíčkova Brodu.
V Novém Dvoře jsou registrována tři čísla popisná: 19, 26 a 30. Nachází se zde bezejmenný rybník. Jižně od osady prochází silnice II/345, na kterou je napojena makadamovou cestou. Nezpevněnou silnicí je poté Nový Dvůr spojen s Ostružnem.